# 87 هـ
87 هـ هي سنة في التقويم الهجري امتدت مقابلةً في التقويم الميلادي بين سنتي 705 و706.

## وفيات
- أمية بن عبد الله بن خالد
- المقدام بن معديكرب
- عبد الله بن أبي أوفى
- عروة بن المغيرة بن شعبة
- قبيصة بن ذؤيب
- يحيى بن يعمر - مقرئ ونحوي، قاضي مرو في زمانه.
- يزيد بن عمر بن هبيرة